# Linyphia sagana
Linyphia sagana är en spindelart som beskrevs av Wilhelm Dönitz och Embrik Strand 1906. Linyphia sagana ingår i släktet Linyphia och familjen täckvävarspindlar. Inga underarter finns listade i Catalogue of Life.